# Hardi (torpilleur)
Pour les articles homonymes, voir Hardi.
Le Hardi est le navire de tête de sa classe (classe Hardi) de torpilleurs d’escadre construits pour la Marine nationale française à la fin des années 1930. Cette classe Le navire a été achevé au milieu de l’année 1940, pendant la bataille de France. Sa première mission a été d’escorter un cuirassé incomplet vers le Maroc français, quelques jours seulement avant que les Français ne signent un armistice avec les Allemands. Il a joué un rôle mineur dans la bataille de Dakar en septembre, principalement en tendant des écrans de fumée. En novembre, le Hardi escorta jusqu’en France l’un des cuirassés endommagés par les Britanniques en juillet, lors de leur attaque de Mers el-Kébir, en Algérie française. Il fut placé en réserve au milieu de l’année 1942.
Après le débarquement des Alliés en Afrique du Nord française en novembre 1942, les Allemands ont occupé la France de Vichy et ils ont tenté de s’emparer de la flotte française. Le Hardi a été l’un des navires sabordés pour empêcher leur capture. Il a été récupéré par la Regia Marina (Marine royale italienne) en 1943, mais a été capturé par les Allemands après l’armistice signé par les Italiens en septembre de la même année. Toujours pas réparé, le navire a été sabordé par les Allemands en 1945 en Italie, et plus tard mis au rebut.

## Conception
La classe Hardi a été conçue pour escorter les cuirassés rapides de la classe Dunkerque et pour contrer les grands destroyers des classes Navigatori italienne et Fubuki japonaise. Les navires avaient une longueur de 117,2 mètres, une largeur de 11,1 mètres et un tirant d'eau de 3,8 mètres. Les navires avaient un déplacement de 1800 tonnes en charge standard et 2577 tonnes à pleine charge. Ils étaient propulsés par deux turbines à vapeur à engrenages, chacune entraînant un arbre d'hélice, utilisant la vapeur fournie par quatre chaudières à circulation forcée Sural-Penhoët. Les turbines ont été conçues pour produire 58000 chevaux (42659 kW), pour lui permettre d'atteindre 37 nœuds (69 km/h). Le Hardi dépassa largement cette vitesse lors de ses essais en mer le 6 novembre 1939, atteignant une vitesse maximale de 39,1 nœuds (72,4 km/h) et une puissance de 60450 chevaux (44461 kW). Les navires transportaient 470 tonnes de mazout, ce qui leur donnait une autonomie de 3100 milles marins (5700 km) à 10 nœuds (19 km/h). L’équipage était composé de 10 officiers et de 177 hommes du rang.
L’armement principal des navires de la classe Hardi consistait en six canons de 130 mm modèle 1932 dans trois tourelles jumelées, une à l’avant et les deux autres (dont une surélevé) à l’arrière des superstructures. Leur armement antiaérien se composait d’un affût double pour les canons de 37 mm modèle 1925 sur la superstructure arrière et de deux mitrailleuses Hotchkiss de 13,2 mm modèle 1929 antiaériennes. Les navires transportaient un affût triple et deux affûts doubles de tubes lance-torpilles de 550 millimètres. Les affûts doubles étaient positionnés un sur chaque bord, entre les cheminées. L’affût triple, à l’arrière de la cheminée arrière, était capable de tirer des deux côtés. Une rampe de lancement de grenades anti-sous-marines a été construite à l’arrière. Elle abritait huit grenades anti-sous-marines de 200 kilogrammes. L’autre côté de la poupe était destiné à être utilisé pour l’équipement de manutention d’une torpille remorquée « Ginocchio » anti-sous-marine, mais celui-ci a été enlevé avant que le Hardi ne soit terminé.

## Modifications
À la fin de l’année 1941, les deux mitrailleuses Hotchkiss ont été repositionnées sur le pont arrière et une paire d’affûts simples pour les canons antiaériens Hotchkiss de 25 mm a été installée à leur place devant le pont. De plus, une paire d’affûts simples pour les mitrailleuses AA Browning de 13,2 millimètres a été ajoutée sur les plates-formes sur les côtés de la tourelle surélevée à l’arrière.

## Carrière
Commandé le 12 novembre 1935, le Hardi est mis sur cale le 20 mai 1936 par les Ateliers et chantiers de la Loire à leur chantier naval de Nantes. Il fut lancé le 4 mai 1938, mis en service le 1er décembre 1939 et achevé le 31 mai 1940, entrant en service deux jours plus tard. Le navire a escorté le paquebot Ville d'Oran depuis La Pallice jusqu’à Casablanca, au Maroc français, puis à Brest, en France. Le 19 juin, le Hardi, avec ses sister-ships Épée et Mameluck, escorte le cuirassé incomplet Jean Bart de Saint-Nazaire à Casablanca, où ils arrivent trois jours plus tard. Le 28 juillet, le Hardi et l'Épée appareillent pour Dakar, en Afrique-Occidentale française. Lors de l’attaque britannique sur Dakar du 23 au 25 septembre, le Hardi est chargé de créer un écran de fumée pour protéger les croiseurs légers Georges Leygues et Montcalm. Il tire 60 obus sur les navires britanniques. Le Hardi quitta Dakar pour Casablanca le 30 septembre. Les mois suivants, cinq des navires de la classe Hardi reçurent l’ordre de se rendre à Oran, en Algérie française, pour escorter le cuirassé Provence qui avait été endommagé lors de l’attaque de Mers el-Kébir. Le Hardi y arrive le 25 octobre. Partis le 5 novembre, ils arrivèrent à Toulon trois jours plus tard. Tous les navires de la classe Hardi étaient affectés à la 10e DT (division de torpilleurs) à cette époque, bien que seuls trois aient été autorisés à être en service permanent, conformément aux règles imposées par les commissions d’armistice italiennes et allemandes.
Du 3 au 5 juillet, le Hardi escorte des transports de troupes entre Alger, l’Algérie française et Marseille. Le Hardi est affecté aux Forces de haute mer (FHM) le 18 août. Il est rejoint par le reste de la 10e DT, composée de L'Adroit (rebaptisé Épée) et du Mameluck le 1er novembre. Le Hardi est placé en réserve le 20 mai 1942. Lorsque les Allemands tentent de capturer les navires français à Toulon le 27 novembre 1942, le Hardi est sabordé par son équipage. Les Italiens le renflouèrent le 12 juin 1943 et le rebaptisèrent FR37. Le 6 septembre, il quitta Toulon, remorqué à destination de Gênes, en Italie. En route, il a été capturé par les Allemands à Savone, en Italie, après l’armistice signé par les Italiens le 9 septembre. Non réparé, le navire a été sabordé à Gênes le 20 avril 1945 et plus tard mis au rebut.